# جزيرة الكنز (فلم 1920)
جزيرة الكنز (بالإنجليزية: Treasure Island) هو فيلم صامت مأخوذ عن رواية روبرت لويس ستيفنسون. أخرج الفيلم موريس تورنر وأصدرته شركة أفلام باراماونت عام 1920. هذا الفيلم يعتبر الآن ضائعا.

## ملخص
جيم هوكينز صبي يساعد أمه الأرملة في إدارة نزل الاميرال بنبو على الساحل الغربي الإنجليزي. حين يقتل القرصان السابق بيلي بونز في النزل من طرف قراصنة آخرين يبحثون عن خريطة كنز فلينت الضائع، يجد جيم الخريطة ويسلمها إلى صديقي والدته الدكتور ليفزي والعمدة تريلوني اللذان ينظمان رحلة لاستعادة الكنز. يبحر جيم على متن سفينة ليفزي وتريلوني التي يسيرها طاقم وظفه لونغ جون سيلفر، قرصان ذو ساق واحدة يتظاهر بأنه طاهي. يكتشف جيم خطط سيلفر التمردية ويخبر ليفزي وتريلوني اللذان يحتميان بعد الوصول إلى الجزيرة في مأوى مع جيم وأفراد الطاقم المخلصين. يؤدي عراك مع القراصنة إلى تسليم الخريطة لسيلفر وعصابته، لكن يتمكن جيم والآخرون من إيجاد كنز فلينت عبر خدمات بن غان، قرصان ترك على الجزيرة وحده.

## ممثلون
- شرلي ميسون في دور جيم هوكينز
- لون تشيني في دوري بيو وميري
- تشارلز ستانتون أوغل في دور لونغ جون سيلفر
- جوزي ميلفيل في دور السيدة هوكينز
- آل فيلسون في دور بيلي بونز
- ويلتون تايلور في دور الكلب الأسود
- جوزيف سينغلتون في دور إزرايل هاندز
- بول مونتانا في دور مورغان
- هاري هولدن في دور القبطان سمولت
- سيدني دين في دور العمدة تريلوني
- تشارلز هيل ميلز في دور الدكتور ليفزي

## روابط خارجية
- مقالات تستعمل روابط فنية بلا صلة مع ويكي بيانات